# پالا آلپیتور
پالا آلپیتور (انگلیسی: Pala Alpitour) یک ورزشگاه چند منظوره در تورین ایتالیا است.
این سالن در چند متری ورزشگاه المپیک تورین قرار دارد. ظرفیت صندلی‌های این سالن ۱۶۰۰۰ نفری است.
از زمان افتتاح پالا آلپیتور این مکان تبدیل به یکی از مکان‌های بسیار جذاب ایتالیا برای برگزاری کنسرت‌های بزرگ و رویدادهای مهم دیگر غیر ورزشی و به خصوص ورزشی شده‌است.